# Shui (etnia)
Shui (em chinês tradicional: 水族; chinês simplificado: 水族; pinyin: Shuǐzú) e um grupo étnico que teve origem no sul da China. Eles formam uma das 56 nacionalidades oficialmente reconhecidas pela República Popular da China, e  aproximadamente, 406 900 pessoas, de acordo com o recenseamento chinês de 2000.  Sua língua é o shui.
Na atualidade, os shui vivem principalmente na Guizhou (aproximadamente, 369700 pessoas) e Região Autônoma Zhuang de Guangxi, Yunnan,  mas existem comunidades espalhadas por todo o país.